# Вільям Герберт
Вільям Герберт (англ. William Herbert; 1778–1847) — британський поет, політик та ботанік, фахівець з цибулинних рослин.

## Біографія
Вільям Герберт народився 12 січня 1778 року у родині Генрі Герберта, графа Карнарвона. Навчався у Ітонському коледжі, потім вступив до Оксфордського коледжу Крайст Черч. Незабаром перейшов в Ексітер-коледж, де у 1798 році отримав ступінь бакалавра. Продовжив навчання у Мертон-коледжі, у 1802 році став магістром, у 1808 році — доктором громадянського права.
У 1806 році Вільям Герберт був обраний членом парламенту від Гемпширу, у 1811 році — від Криклейда. У 1812 році вирішив піти з парламенту. У 1840 році його було призначено деканом Манчестера.
Вільям Герберт помер 28 травня 1847 року у своєму будинку в Лондоні.
Герберт був автором багатьох статей про цибулинні рослини в журналах Botanical Register та Botanical Magazine.
Окрім політики та ботаніки Герберт також займався перекладом різних віршів. Були видані його збірки ісландських, португальських, данських, німецьких та інших віршів.

## Окремі наукові роботи
- Herbert, W. (1821). An Appendix. 52 p.
- Herbert, W. (1837). Amaryllidaceae. 428 p.

## Роди рослин, названі на честь В. Герберта
- Herbertia Sweet, 1827 — Гербертія